# ジョー・ドーリング
ジョー・ドーリング（Joe Doering、1982年4月16日 - ）は、アメリカ合衆国・ウィスコンシン州グリーンベイ出身のプロレスラー。

## 来歴

### デビュー - 全日本プロレス （2004 - 2010年）

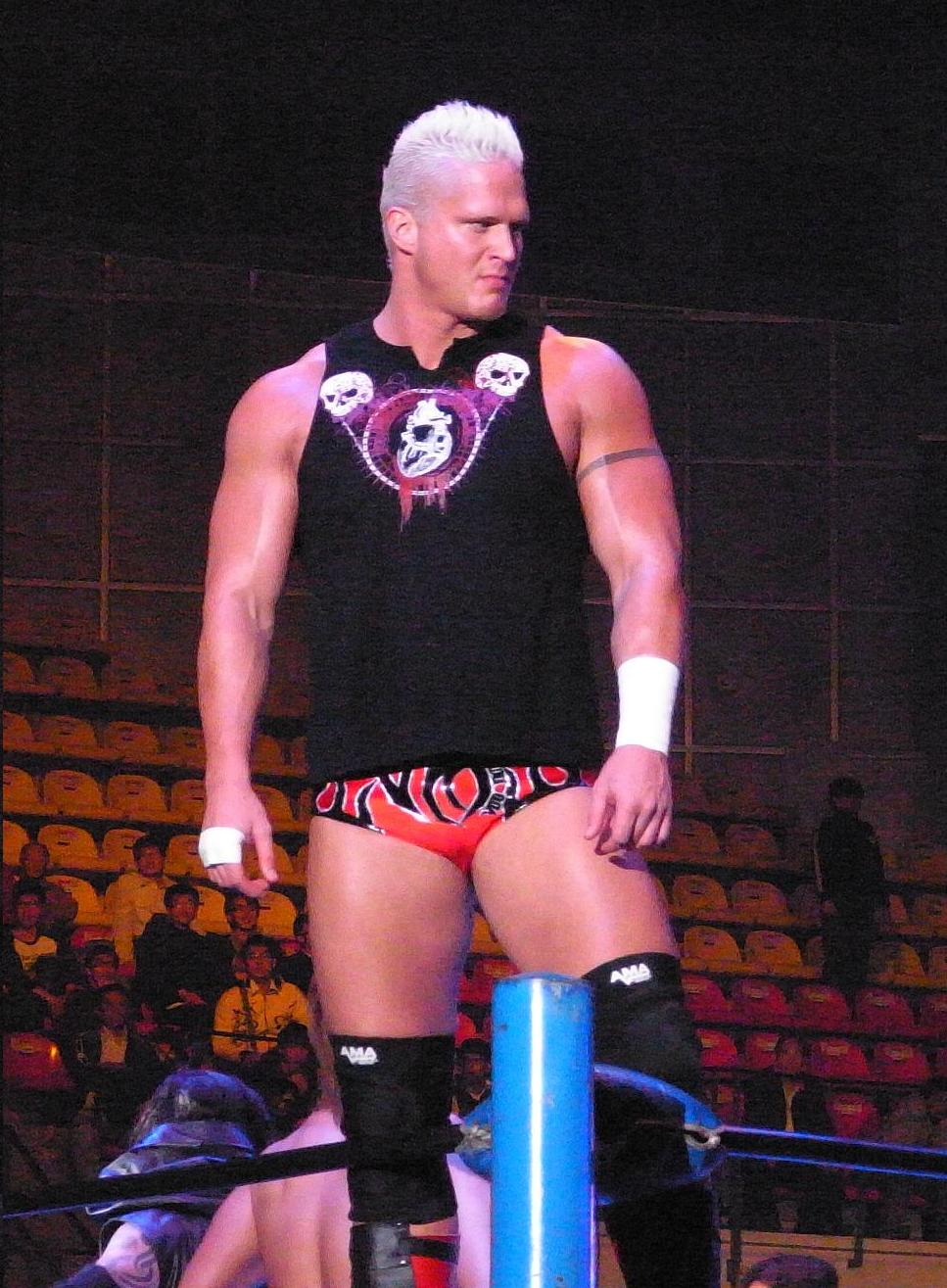
2010年頃

プロレスデビューは2004年12月19日。TNAではTVショーのTNA iMPACT!やPPV大会にも出場していた。
2007年6月、全日本プロレスにフィル・アトラスと共に留学生として来日、24日から始まったCROSS OVERシリーズで日本マットデビュー。道場で若手選手、練習生と共同生活をしていた。7月には武藤敬司からVOODOO-MURDERS（以下VM）退治のパートナーに抜擢。8月いっぱいで留学期間を終え、9月シリーズからは一外国人選手として参戦、10月18日の代々木大会では諏訪魔から勝利を奪う。さらに世界最強タッグ決定リーグ戦に武藤とのタッグで初出場し優勝を果たした。
2008年1月3日の後楽園ホール大会で、武藤と共に小島聡＆TARU組から世界タッグ王座を奪取。3月22日の新潟大会では、タッグ戦ながら太陽ケアからも勝利を収めた。同年チャンピオン・カーニバルに初出場、西村修や前三冠王者の鈴木みのるから勝利を収めた。
5月11日、後楽園大会でVMのゾディアックと一騎討ちし、スパイラル・ボムで勝利。試合後、VMがドーリングの髪とゾディアックのマスクを賭けたリベンジマッチを要求し、これを受諾。5月25日の神戸大会でマスカラ・コントラ・カベジェラマッチで再戦し、その試合でも勝利した。
9月13日、GURENTAIとのキャプテンフォールイリミネーションマッチに出場。武藤らの攻撃が誤爆し退場となるときに本隊と不穏な空気を見せ、その後は特に異常な様子は見られなかったものの、最終戦でパートナーである真田聖也にレボリューションボムを食らわせてVM入りとなった。VM加入後はトレードマークの金髪とVMカラーの赤を混ぜ、世界最強タッグではゾディアックとの『ブードゥータワーズ』で出陣、勝ち点8と優勝決定戦進出を目前としていた。しかし、ゾディアックが急性腹膜炎で緊急手術となり棄権となった。

### WWE （2010年）
2010年、WWEとディベロップメント契約を結び、3月にFCWにてデビューした。4月にリングネームをドレイク・ブリュワー（Drake Brewer）に変更。体格、力が上のレスラーが多いせいか出番が少なく、9月に解雇という形になってしまった。

### 全日本プロレス復帰 （2010 - 2019年）

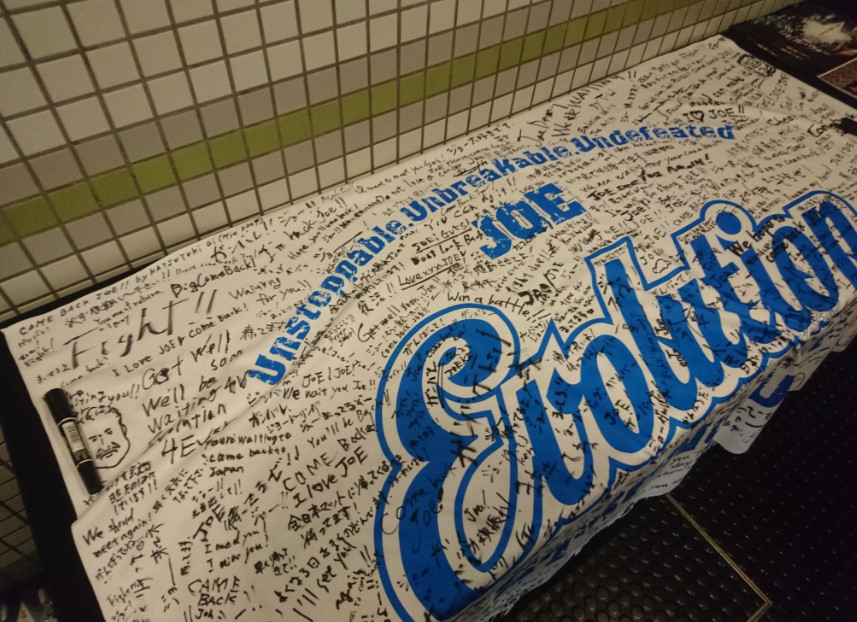
2016年4月24日、脳腫瘍に冒されたジョー・ドーリングへの応援フラッグ。

11月5日、全日本プロレス台湾大会において、チャーリー・ハースの諸般の事情による欠場を受けて急遽出場となった。
2011年、VMに復帰。河野真幸とのタッグで世界タッグ王座を獲得するが、VMがスーパー・ヘイトへの暴行事件により解散となった。以後はビッグ・ダディ・ブードゥーとタッグを組み、世界最強タッグにも出場。
2012年5月に久々に来日。自身がヒールターンするきっかけとなった真田とタッグを組んで世界タッグ王座を獲得。だが、1ヶ月後に組まれたGET WILDのリマッチで敗れ王座を失い、試合後に真田とのコンビを解消。9月にベスト・パートナーを連れて来ると言い、再びゾディアックとコンビを組んだ。しかし10月21日の名古屋国際会議場大会で諏訪魔とシングルで対決、試合後に互いを認め合い、新チーム「ラスト・レボリューション」を結成（のちユニット化）。同年の世界最強タッグにも諏訪魔とのコンビで出場し準優勝を飾る。
2013年、全日本プロレス分裂騒動の際には諏訪魔と同様、全日本プロレス残留（ドーリングはフリーであるため、継続参戦。）を表明する。ラスト・レボリューションを解散し、諏訪魔とのコンビを「エボリューション」と改称（のちユニット化）。10月に諏訪魔とのタッグで自身4度目の世界タッグ王座戴冠と共に、年末の最強タッグで優勝した。翌2014年7月27日、後楽園大会で三冠王者の諏訪魔を破り、三冠ヘビー級王座を初戴冠。
2016年3月30日、チャンピオン・カーニバル参戦前に悪性脳腫瘍が発覚したため出場を辞退。ドーリングの代わりにエボリューションのメンバーでもある青木篤志が代替出場となった。ドーリングは放射線治療など化学療法に専念し11月27日には両国国技館大会に来場、来年1月の復帰を宣言した。
2017年1月2日、後楽園大会で復帰。後日、頭（脳腫瘍）に関しては「100%完治」。あとはレスリングが100%に戻すだけと全戦参加を訴えた。2月シリーズからは全戦参戦、4月のチャンピオン・カーニバルにも出場しAブロックを4勝2敗で通過したが、優勝決定戦で石川修司に敗れ準優勝にとどまった。7月17日後楽園大会では、実質的な三冠ヘビー級王座次期挑戦者決定戦である宮原健斗との試合に敗れ、その日のメインイベント・三冠ヘビー級王座戦でリーダーの諏訪魔も王者・石川に負けたことによりフラストレーションが爆発。「1人でやっていったほうが良い」とエボリューション脱退を意思表示し始め、最終戦の7月30日大阪府立体育会館大会で正式に脱退を表明した。
8月27日の両国大会、諏訪魔と新日本プロレスの小島の一騎討ちの試合前に乱入し、諏訪魔を痛めつけた。10月21日横浜文化体育館大会では諏訪魔の持つ三冠王座に挑戦し、タイトルを再び奪取。同年の世界最強タッグではケアとのコンビで3年ぶりに出場するが、決勝戦には残れなかった。
2018年3月25日、さいたまスーパーアリーナ（コミュニティアリーナ）大会での宮原との防衛戦に敗れ失冠。9月24日大阪府立体育会館大会、ボディガーとのタッグでユニット「Sweeper」のディラン・ジェイムス&ジェイク・リーの試合中、ディランがジェイクを裏切りドーリングと結託。Sweeperを脱退し、タッグチーム「ザ・ボンバー」を結成した。シングル戦線では結果を残せなかったが、ザ・ボンバーでその年の世界最強タッグで優勝した。
2020年から2022年4月までは新型コロナウイルス感染症の影響で来日せず。

### インパクト・レスリング （2020年 -）
2020年11月14日、インパクト・レスリングに突如乱入、エリック・ヤングとの共闘を表明する。その後ユニット「Violent by Design」に参加、2021年5月17日にはライノと組み、インパクト・タッグ王座を戴冠。翌2022年3月5日にもエリック・ヤングとのタッグで同王座を戴冠した。
2022年5月31日の「ジャンボ鶴田23回忌追善興行」で3年ぶりに来日。
9月に全日本プロレス参戦のため来日予定だったが、体調不良による精密検査で脳腫瘍の疑いがあるとして来日中止、活動休止がインパクト・レスリングと全日本プロレスの両団体から発表された。

## エピソード
- プロレス評論家でGAORAの全日本プロレス中継で解説を勤めている小佐野景浩が留学生当時の時に「今年（2007年）の暮れぐらいにはすごい戦力になっているかも」と言っていたが、その通りに2007年10月には諏訪魔から金星を挙げ、12月の最強タッグリーグでは武藤と共に優勝、2008年1月には武藤とのコンビで小島＆TARUから世界タッグ王座を奪取するなど、当時の全日本正規軍には欠かせない選手の1人となった。
- 留学生当時は『ジョン・ドーリング』と表記されていた。
- カナダではBCWを中心に活躍している。

## タイトル歴
インパクト・レスリング
- インパクト・タッグ王座：2回（Violent by Designとして獲得、フリーバード・ルールを適用。パートナーはエリック・ヤング、ライノ、コーディ・ディーナー）

全日本プロレス
- 三冠ヘビー級王座：第50代、第59代
- 世界タッグ王座：第54代、第58代、第62代、第66代（パートナーは武藤敬司→KONO→真田聖也→諏訪魔）
- 世界最強タッグ決定リーグ戦：2007年、2013年、2018年 優勝（パートナーは武藤敬司→諏訪魔→ディラン・ジェイムス）

EWA（European Wrestling Association）
- EWA世界ヘビー級王座

## 得意技

### フィニッシュ・ホールド
シットダウン・パワーボム
レボリューションボム（スパイラルボム）

### 投げ技
スープレックス
スーパープレックス
バックドロップ
ジャーマンスープレックス
スカイハイボム（旋回式スパイン・バスター）
高角度スパイン・バスター
デスバレーボム

### 打撃技
エルボー
エルボー・スタンプ
バックエルボー
バックハンド・チョップ
チョップ・スマッシュ
クローズライン
ドロップキック
ショルダー・タックル
スピアー

### 飛び技
トペ・スイシーダ
フラング・クロス・ボディ

## 入場曲
- 「kill It」